# Opiumvalmue
Opiumsvalmue eller Opiumvalmue (Papaver somniferum) er en 30-80 centimeter høj urt med blåduggede og glatte blade og stængler. Fra den dyrkede plante fås både birkes og opium. Planten vokser forvildet i Danmark.

## Beskrivelse
Opiumvalmue er en enårig, urteagtig plante med en stiv, opret vækst. Stænglen er rund i tværsnit og blådugget. Bladene sidder spredt, og de er siddende eller næsten stængelomfattende og ægformede med groft tandet rand. Oversiden er blågrøn, mens undersiden er lidt lysere i samme farve.
Blomstringen sker i juni-juli. Den enlige blomst sidder endestillet på stænglen, der kan være hvid eller violet, men blandingsformer ses også. Ved udspring taber blomsten sine to bægerblade, hvorefter de store, tynde kronblade folder sig ud. Inden i blomsten er der mange støvdragere og et enkelt støvfang. Efter bestøvning tabes kronbladene, og frugtknuden svulmer op, efterhånden som den modnes. Frugten er en kapsel med mange frø.
Rodnettet består af en dybtgående pælerod med mange siderødder.
Højde x bredde og årlig tilvækst: 1,50 x 0,25 m (150 x 25 cm/år).

## Voksested
Arten har været dyrket så længe, at man ikke kan udpege dens oprindelsessted med sikkerhed, men den har fulgtes med de øvrige afgrøder, som blev dyrket fra begyndelsen af den neolitiske revolution. Man formoder derfor, at den stammer fra det østlige Tyrkiet, Nordirak og Nordvestiran.
I det østlige Tyrkiet vokser planten endnu sammen med bl.a. almindelig byg, fennikel, almindelig hør, almindelig rug, farvegåseurt, kikært, persisk hvede og ægte linse.

## Indholdsstoffer
Hele planten indeholder forskellige opiater: Morfin (op til 20 %), thebain (5 %), kodein (1 %), papaverin (1 %) og noskapin (5-8 %), hvad der har gjort den interessant i tidligere tiders lægekunst (laudanum var et udtræk af saften) og for senere tiders narkomaner. I dag er planten den vigtigste kilde til fremstilling af morfin.

## Anvendelse
Den indtørrede saft bruges til fremstilling af opium, og ud fra det kan man renfremstille de nævnte opiater. Frøene (birkes), der indeholder vegetabilske olier, bruges til brød og kager.

## Kulturhistorie
Stamformerne for den dyrkede opiumvalmue er ukendte, men er formodentlig noget i nærheden af den underart, som vokser i den vestlige del af Middelhavsområdet, nemlig Papaver. somniferum ssp. setigerum. Opiumvalmue hører til blandt vore ældste kulturplanter. Den nævnes første gang på en tavle med kileskrift fra cirka år 4.000 f.Kr, der beskriver fremstillingen af lægemidler ud fra denne plante.
Sumererne betegnede opiumvalmuen som ”glædens plante”, og i det antikke Grækenland var plantens frøkapsel symbol for Morfeus (drømmenes gud), Thanatos (dødens gud) og Nyx (nattens gudinde). Denne samlede symbolkraft for drømme, søvn og død går igen på talrige billeder fra antikken
.
I Ægypten kan man følge opium-mixturer tilbage til tiden omkring 1.800 f.Kr, og i det romerske rige spillede opiumvalmuen en rolle som de riges medicin. Den tidlige kristendom anså sygdom for at være en straf fra Gud, og fra det 4. århundrede blev det forbudt at bruge opium som smertestillende middel. Karl den Store fornyede dette forbud i 810, for valmuesaft gik for at være Satans værk. Først med den arabiske medicin kom opium tilbage til Europa.